# Cnaphalocrocis medinalis
Cnaphalocrocis medinalis is een vlinder uit de familie van de grasmotten (Crambidae). De wetenschappelijke naam van deze soort is voor het eerst voorgesteld als Salbia medinalis door Achille Guenée in een publicatie uit 1854.
De spanwijdte bedraagt ongeveer 1,5 centimeter.

## Verspreiding
De soort komt voor in:
- het Afrotropisch gebied (Congo-Kinshasa),
- het Oriëntaals gebied (India, Sri Lanka, Nepal[1], Bhutan[1], Andamanen[1], Nicobaren[1], China (Hainan[2], Hong-Kong), Taiwan, Thailand, Indonesië),
- het Australaziatisch gebied (Nieuw-Guinea, Australië),
- het Palearctisch gebied (Korea[1], China, Japan[1]).

De soort vertoont seizoensgebonden trekgedrag.

## Waardplanten
De rups leeft op diverse soorten van de grassenfamilie (Poaceae) waaronder:
- Brachiaria mutica
- Oryza sativa
- Saccharum sp.
- Sorghum bicolor
- Triticum sp.
- Zea mays

## Parasieten
De soort kan worden geparasiteerd door de sluipwesp Triclistus aitkeni (Cameron, 1897).